# 買回り品
買回り品（かいまわりひん）とは、最寄り品が普通生活雑貨のことを指すのに対し、耐久消費財や趣味品などを指す用語である。このような商品は価格や品質の比較のため、消費者がいくつかの商店を「買い回る」ためこのように呼ばれる。

## 概要
日用品が近所のスーパーやコンビニで買えるのに対して、買回り品は百貨店や都市部にしかないような専門店、あるいは郊外の大型専門店でないと買えないものが多い。そのため、一般的に日用品の商圏よりも買回り品の商圏の方が広い。

## 買い回り品の例
- 耐久消費財として家具、家電、趣味品として玩具、楽器など。

ブランド品などの高級ファッションや、一般の書店では手に入らない専門書なども買回り品であると言える。